# Лонтов
Лонтов (словац. Lontov) — село, громада округу Левіце, Нітранський край. Кадастрова площа громади — 15.06 км². Протікає річка Єлшовка.
Населення 664 особи (станом на 31 грудня 2018 року).

## Історія
Лонтов згадується 1236 року.

## Населення
| Рік:            | 1994. | 2004.   | 2014.   | 2024.   |
| --------------- | ----- | ------- | ------- | ------- |
| Кількість осіб: | 652   | 680     | 698     | 661     |
| Різниця:        |       | +4,29 % | +2,64 % | -5,30 % |

| Рік:            | 2023. | 2024.   |
| --------------- | ----- | ------- |
| Кількість осіб: | 657   | 661     |
| Різниця:        |       | +0,60 % |